# S.H.I.E.L.D. (серия комиксов, 2010)
S.H.I.E.L.D. (с англ. — «Щ.И.Т.») — серия комиксов, которую в 2010—2012 годах издавала компания Marvel Comics. Сценарий написал Джонатан Хикман, а художником выступил Дастин Уивер.

## Синопсис
В серии подробно рассказывается о тайной оккультной организации под названием «Братство Щита» (англ. Brotherhood of the Shield), история которой восходит к Древнему Египту.

## Выпуски
| №                        | Название                                                 | Выход        | Рейтинг на Comic Book Round Up |
| ------------------------ | -------------------------------------------------------- | ------------ | ------------------------------ |
| S.H.I.E.L.D. #1          | «The Unholy Resurrection of Leonardo da Vinci»           | апрель 2010  | 9.1 на основе 11 рецензий      |
| S.H.I.E.L.D. #2          | «Newton’s Theory of Eternal Life»                        | июнь 2010    | 9.0 на основе 6 рецензий       |
| S.H.I.E.L.D. #3          | «The Theory of Eternal Life»                             | август 2010  | 7.6 на основе 3 рецензий       |
| S.H.I.E.L.D. #4          | «The Madness, the Star Child, and the Celestial Madonna» | октябрь 2010 | 7.9 на основе 8 рецензий       |
| S.H.I.E.L.D. #5          | «The Forgotten Machines of Nikola Tesla»                 | декабрь 2010 | 7.5 на основе 3 рецензий       |
| S.H.I.E.L.D. #6          | «The Master’s Hand»                                      | февраль 2011 | 8.1 на основе 5 рецензий       |
| S.H.I.E.L.D. Volume 2 #1 | «Terribilità»                                            | июнь 2011    | 8.1 на основе 5 рецензий       |
| S.H.I.E.L.D. Volume 2 #2 | «Fire»                                                   | август 201   | 8.5 на основе 1 рецензий       |
| S.H.I.E.L.D. Volume 2 #3 | «The Fall»                                               | октябрь 2011 |                                |
| S.H.I.E.L.D. Volume 2 #4 | «All Together Now»                                       | декабрь 2011 |                                |
| S.H.I.E.L.D. Volume 2 #5 | «Yesterday. Today. Tomorrow.»                            | май 2018     | 9.1 на основе 4 рецензий       |
| S.H.I.E.L.D. Volume 2 #6 | «I Am the Sun»                                           | июнь 2018    | 9.3 на основе 5 рецензий       |

### Ваншоты
| Название                  | Связанное | Кол-во страниц | Выход | Рейтинг на Comic Book Round Up |
| ------------------------- | --------- | -------------- | ----- | ------------------------------ |
| «S.H.I.E.L.D. — Infinity» | Infinity  | 48             | 2011  | 8.0 на основе 1 рецензии       |

### Коллекционные издания
| Название                            | Собранный материал                                                                   | Кол-во страниц | Выход          | ISBN              | Рейтинг на Comic Book Round Up |
| ----------------------------------- | ------------------------------------------------------------------------------------ | -------------- | -------------- | ----------------- | ------------------------------ |
| S.H.I.E.L.D.: Architects of Forever | S.H.I.E.L.D. (2010) #1-6 и S.H.I.E.L.D. #1 DIRECTOR’S CUT                            | 192            | 2 ноября 2011  | 978-0-78514-422-9 | 8.0 на основе 1 рецензии       |
| S.H.I.E.L.D.: The Human Machine     | S.H.I.E.L.D. (2011) 1-4, S.H.I.E.L.D. BY HICKMAN & WEAVER 5-6, S.H.I.E.L.D. INFINITY | 192            | 30 апреля 2019 | 978-0-78515-250-7 |                                |

## Отзывы
На сайте Comic Book Round Up первый сборник имеет оценку 8 из 10 на основе 41 отзыва, а второй — 8,6 из 10 на основе 13 отзывов. Дэн Филлипс из IGN дал первому выпуску оценку 9,5 из 10 и написал, что «во многих отношениях это идеальный дебют». Второму выпуску он дал оценку 8 из 10 и похвалил художника Дастина Уивера. Грег Макэлхаттон из Comic Book Resources, как и Филлипс из IGN, посчитал, что первый выпуск был хорошим дебютом.